# Rivolta gallica di Floro e Sacroviro
La rivolta gallica di Floro e Sacroviro fu una sedizione contro l'Impero Romano avvenuta in Gallia nel 21, durante il principato del secondo imperatore, Tiberio. Vide coinvolte le tribù dei Treveri e degli Edui.

## Rivolta
Nel 21, mentre a Roma era imperatore Tiberio, Floro organizzò, assieme al capo della tribù degli Edui, Giulio Sacroviro, una rivolta antiromana che coinvolse gran parte delle genti galliche, vessate dai gravosi tributi che gli abitanti erano tenuti a versare ai governatori romani. Floro si impegnò in prima linea nel tentativo di incitare alla rivolta i popoli circostanti, e intraprese alcune missioni diplomatiche presso i Belgi; tentò anche di spingere verso la defezione i Galli arruolati come ausiliari nelle legioni romane, ma fu sconfitto da Giulio Indo, luogotenente di Gaio Silio: i due eserciti si scontrarono in battaglia presso la silva Arduenna, e Floro, sconfitto, si diede la morte per non finire prigioniero dei nemici. Giulio Sacroviro riuscito a fuggire, occupò Augustodunum ma venne nuovamente sconfitto in battaglia e per il disonore decise anch'egli di uccidersi.